# Мсандеки, Мохамед Икоки
Мохамед Икоки Мсандеки (суахили Mohamed Ikoki Msandeki; род. 31 декабря 1985, Кондоа) — танзанийский легкоатлет, специалист по бегу на длинные дистанции и марафону. Выступал за сборную Танзании по лёгкой атлетике во второй половине 2000-х — первой половине 2010-х годов, победитель ряда крупных международных соревнований, участник чемпионата мира в Москве.

## Биография
Мохамед Икоки Мсандеки родился 31 декабря 1985 года в округе Кондоа области Додома, Танзания. Выступал на крупных международных соревнованиях начиная с 2004 года, первое время бегал 3000 и 5000 метров, позже перешёл на длинные дисциплины: 10 км, полумарафон, марафон.
В 2006 году занял 12 место на Амстердамском марафоне. Год спустя показал третий результат на полумарафоне в Маскате, выиграл Гронингенский марафон, финишировал восьмым на Стамбульском марафоне.
В 2008 году одержал победу на Люксембургском марафоне и стал шестым на Миланском марафоне. Благодаря череде удачных выступлений удостоился права защищать честь страны на летних Олимпийских играх в Пекине, однако на старт так и не вышел.
Был лучшим на Буэнос-Айресском марафоне 2009 года, тогда как в 2010 году победил на Гутенбергском марафоне, установив здесь свой личный рекорд 2:11:01, и занял девятое место на Чхунчхонском марафоне.
В 2012 году стал вторым на марафоне в Гутенберге и шестым на марафоне в Гуанчжоу. Должен был представлять страну на Олимпийских играх в Лондоне, однако буквально за день до марафонского забега вынужден был покинуть Игры из-за болезни.
После лондонской Олимпиады Мсандеки остался в основном составе танзанийской национальной сборной и продолжил принимать участие в крупнейших международных соревнованиях. Так, в 2013 году он бежал марафон на чемпионате мира в Москве, расположившись в итоговом протоколе на 39 строке. Одержал победу на Международном марафоне Ханчжоу в Китае.
Показывая время лучше 2:19:00, квалифицировался и на Олимпийские игры в Рио-де-Жанейро, однако в самих соревнованиях вновь не выступил.